# De bron (schilderij)
De bron (Frans: La source) is een olieverfschilderij op canvas van de Franse kunstschilder Jean Auguste Dominique Ingres uit 1856. Het maakt deel uit van de collectie van het Musée d'Orsay in Parijs.

## Beschrijving
Het olieverfschilderij op canvas is 163 cm hoog en 80 cm breed.
Ingres begon in 1820 aan het schilderij toen hij in Florence verbleef, maar pas in 1856 had hij het voltooid. De pose van het model kan worden vergeleken met die van Venus Anadyomene, een ander schilderij van Ingres. Beide schilderijen zijn geïnspireerd op de Aphrodite van Cnidus. De pose en de plaatsing van de figuur in een nis refereren naar klassieke standbeelden, maar in de weergave van de huid week Ingres af van het voorbeeld van zijn leermeester David. Studenten Paul Baize en Alexander Desgoffe hielpen Ingres mee met de achtergrond en de waterkan.

## Herkomst
Graaf Charles-Marie Tanneguy Duchâtel kocht het schilderij in 1857 van de schilder. In 1878 werd het werk door zijn weduwe nagelaten aan de Franse staat. Tot 1986 behoorde het tot de collectie van het Louvre; daarna werd het overgedragen aan het Musée d'Orsay (catalogusnummer RF 219).

## Afbeeldingen

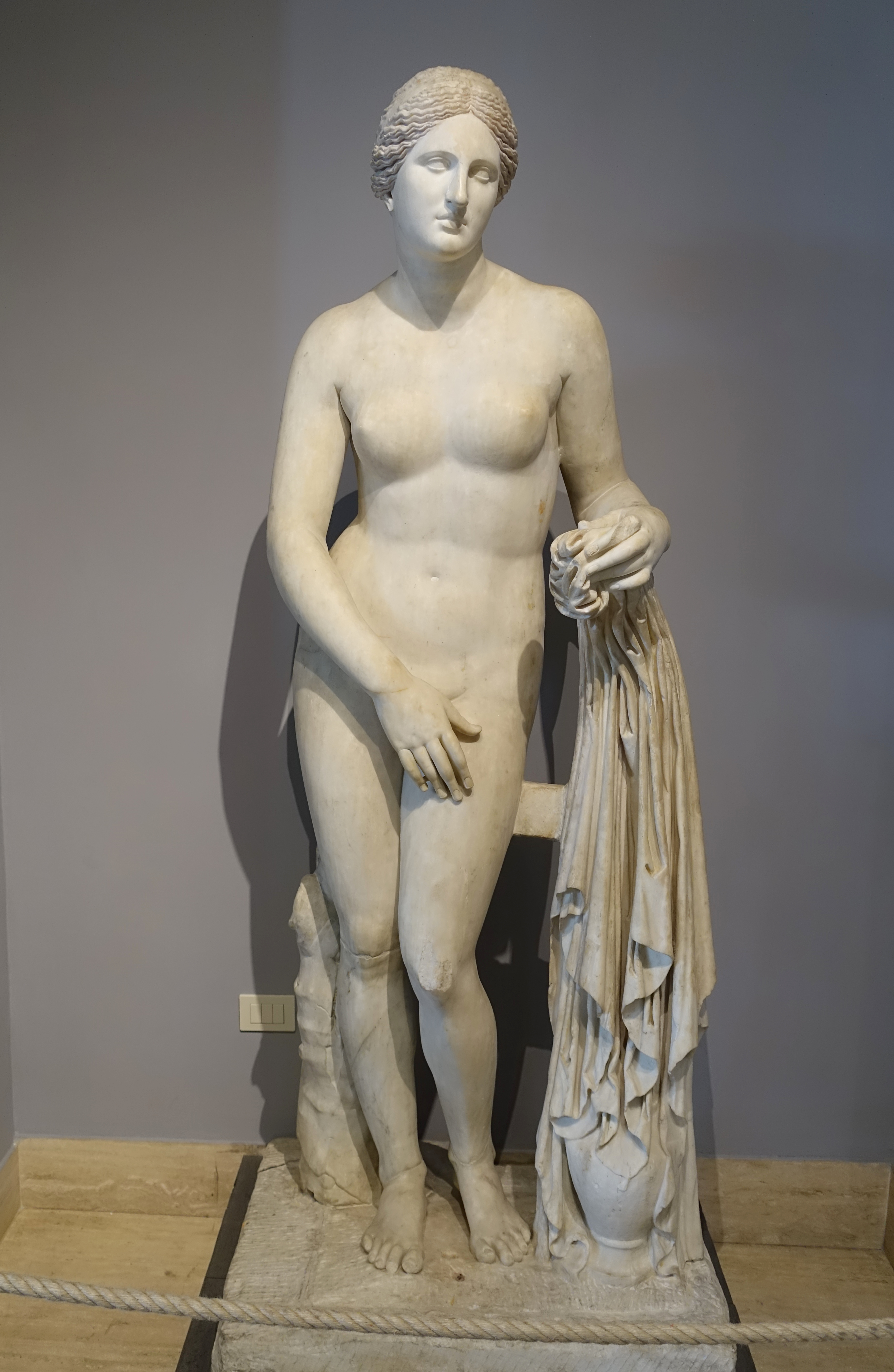
Aphrodite van Cnidus (Vaticaanse Musea)
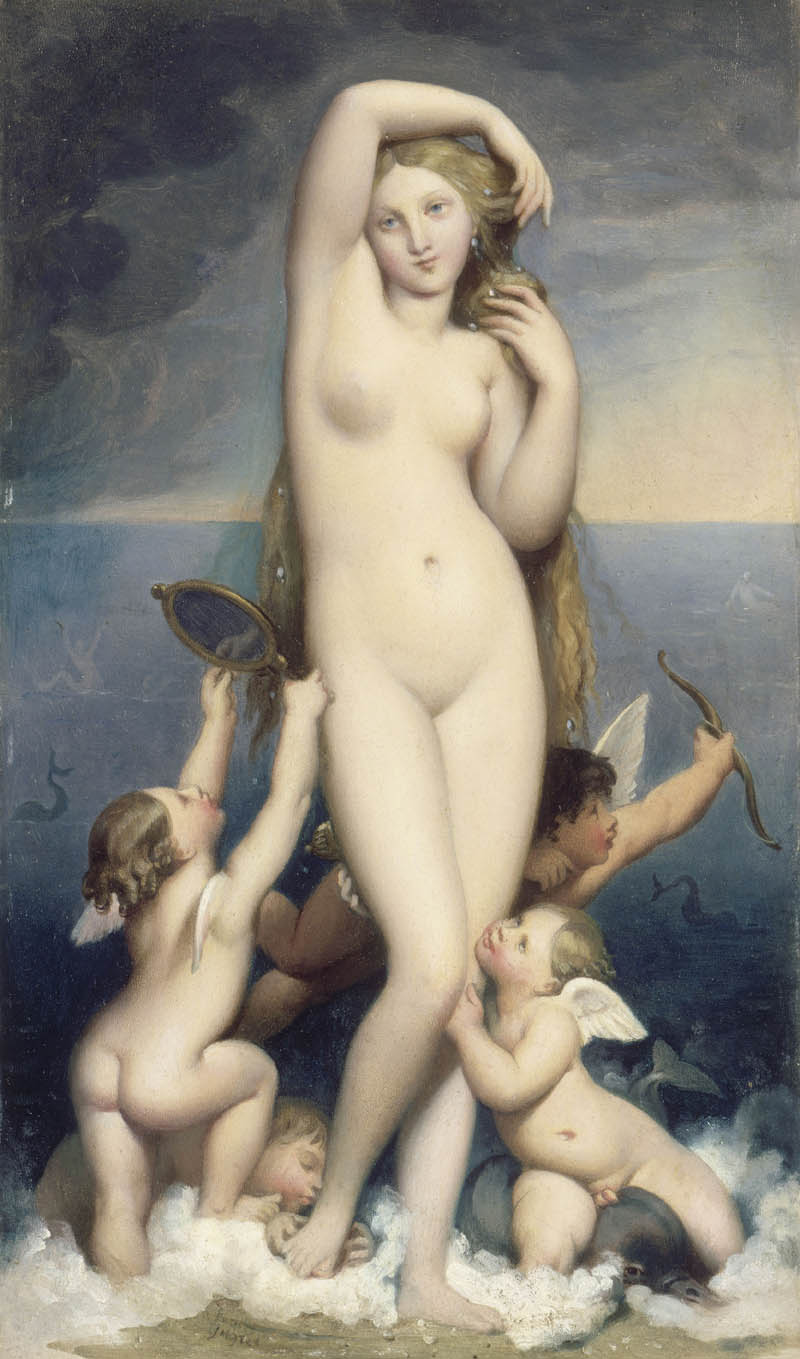
Venus Anadyomene (1848)

De baadster van Valpinçon (1808) · La grande odalisque (1814) · Louise de Broglie, Contesse d'Haussonville (1845) · De bron (1856) · Het Turkse bad (1862)